# Cucullia giacomellii
Cucullia giacomellii là một loài bướm đêm trong họ Noctuidae.